# Veiligheidstransformator
Een veiligheidstransformator, ook wel veiligheidstrafo genoemd, is een transformator die netspanning omzet in een voor de mens ongevaarlijke lage wisselspanning van maximaal 50 V.
Dit heet Zeer Lage Spanning (ZLS). Een veiligheidstransformator heeft gescheiden primaire en secundaire wikkelingen. De secundaire wikkeling mag nooit geaard worden. Veiligheidstransformatoren kunnen zowel in een vaste opstelling als in een verplaatsbare opstelling worden gebruikt. Aan de secundaire zijde, werkt men met  klasse III (klasse 3) apparatuur.
De veiligheid van dit soort transformatoren zit hem in het feit dat er alleen stroom aan de secundaire zijde kan lopen bij een gesloten circuit. Zou de kring op één of andere wijze onderbroken worden dan kan er ook geen stroom meer lopen en is er geen gevaar om onder spanning te komen staan. De enige manier om nog onder spanning te komen staan is door beide polen tegelijk aan te raken. De kans dat dat gebeurt is erg klein. Omdat bij een veiligheidstrafo ook nog eens met een veilige spanning gewerkt wordt is deze veiliger dan een scheidingstrafo die enkel de werkspanning, doorgaans 230 volt, van het net scheidt.
Veiligheidstransformatoren moeten voldoen aan de IEC 60742 dan wel NEN 10742

## Toepassingen
Voor het gebruik van elektrische apparatuur in besloten ruimten - al dan niet met geleidende wanden, vloeren of plafonds - is het verplicht om met een veilige spanningsbron te werken. Dat kan een veiligheidstrafo of een scheidingstrafo zijn.
Een veiligheidstransformator is in staat om de voor de mens gevaarlijke spanning van 230 V om te zetten. Meestal in een spanning van 24 - 42 V.
Zowel de arbeidsinspectie als in de NEN 3140 zijn criteria genoemd waaraan men moet voldoen om werkzaamheden in besloten ruimten veilig te kunnen uitvoeren. Daaruit blijkt onder andere de te volgen volgorde in de keuze van een voedingsbron. De veiligheidstrafo is dan de tweede keus op de lijst.
1. Verplaatsbare apparatuur voorzien van een ingebouwde voedingsbron. Dit zijn met accu's of luchtaangedreven apparatuur. Dit geldt ook voor verlichting.
Als dit niet mogelijk is,
2. Apparatuur, aangesloten op een veilige spanning met de veiligheidstrafo (<50 V AC) of 120 V DC met een rimpel van maximaal 5%. Dit geldt ook voor verlichting.
Als ook dit niet mogelijk is,
3. Gebruik van laagspanningsapparatuur (230 V AC), voorzien van een dubbel geïsoleerde constructie, mits het materieel per toestel is aangesloten op een scheidingstransformator  waarachter geen verdere verdeling meer plaatsvindt.
Verplaatsbare voedingsbronnen (transformatoren, lasgeneratoren en lasomvormers) worden buiten de ruimte opgesteld.
Voor elektrisch lassen wordt gebruikgemaakt van een lasapparaat. Deze moet zijn voorzien van een spanningsverlagend relais dan wel van een uitvoering waarbij de open boogspanning niet hoger is dan 50 V AC of 120 V DC met een rimpel van maximaal 5%. Het spanningsverlagend relais schakelt het lasapparaat op een veilige spanning zolang er niet gelast wordt.
De genoemde maatregelen zijn onderdeel van veilig werken in besloten ruimten waar men niet gemakkelijk door een schrikreactie kan terugtrekken. Een veilige werkwijze met veilige apparatuur is dan ook van levensbelang.